# Ibtihaj Muhammadová
Ibtihaj Muhammadová (* 4. prosince 1985 Maplewood) je americká reprezentantka ve sportovním šermu, jejíž disciplínou je šavle.
Pochází z rodiny Afroameričanů, kteří konvertovali k islámu. Je třetí nejstarší z pěti sourozenců. Má diplom z oboru mezinárodních vztahů z Dukeovy univerzity.
Šermu se věnuje od třinácti let, v roce 2010 se stala členkou reprezentace. Při utkáních nosí z náboženských důvodů hidžáb, s nímž se jako první Američanka v historii představila i na olympiádě. Na Letních olympijských hrách 2016 obsadila dvanácté místo v soutěži jednotlivkyň a získala bronzovou medaili v soutěži družstev. Na mistrovství světa v šermu získala v soutěži družstev jednu zlatou medaili (2014) a čtyři bronzové (2011, 2012, 2013 a 2015), vyhrála Panamerické hry 2011 a 2015.
Vydala autobiografii Proud: My Fight for an Unlikely American Dream, provozuje kampaň na podporu ženského sportu pro Ministerstvo zahraničí Spojených států amerických a založila vlastní módní značku Louella. Byla také předlohou pro jeden z modelů panenky Barbie.